# Marc Webb
Marc Preston Webb (n. 31 august 1974) este un regizor american de videoclipuri, scurtmetraje și de film. A debutat ca regizor de film artistic în 2009 cu filmul dramatic de comedie romantică 500 de zile cu Summer. Din 2012 a regizat seria refăcută de filme cu Omul Păianjen: Uimitorul Om-Păianjen (2012)  și Uimitorul Om-Păianjen 2 (2014).

## Viață și carieră
Webb s-a născut în Bloomington, Indiana, ca fiul Margaretei Ruth (n. Stocker) și al lui Norman Lott Webb, care lucra ca profesor de matematică la Universitatea din Wisconsin. La vârsta de optsprezece luni, familia lui Webb s-a mutat la Madison, Wisconsin, unde a copilărit. A absolvit Liceul din Madison West în 1992, și, ulterior, a urmat cursurile Colegiului din Colorado și ale Universității din Wisconsin–Madison, pe care a absolvit-o cu un masterat la limba engleză.

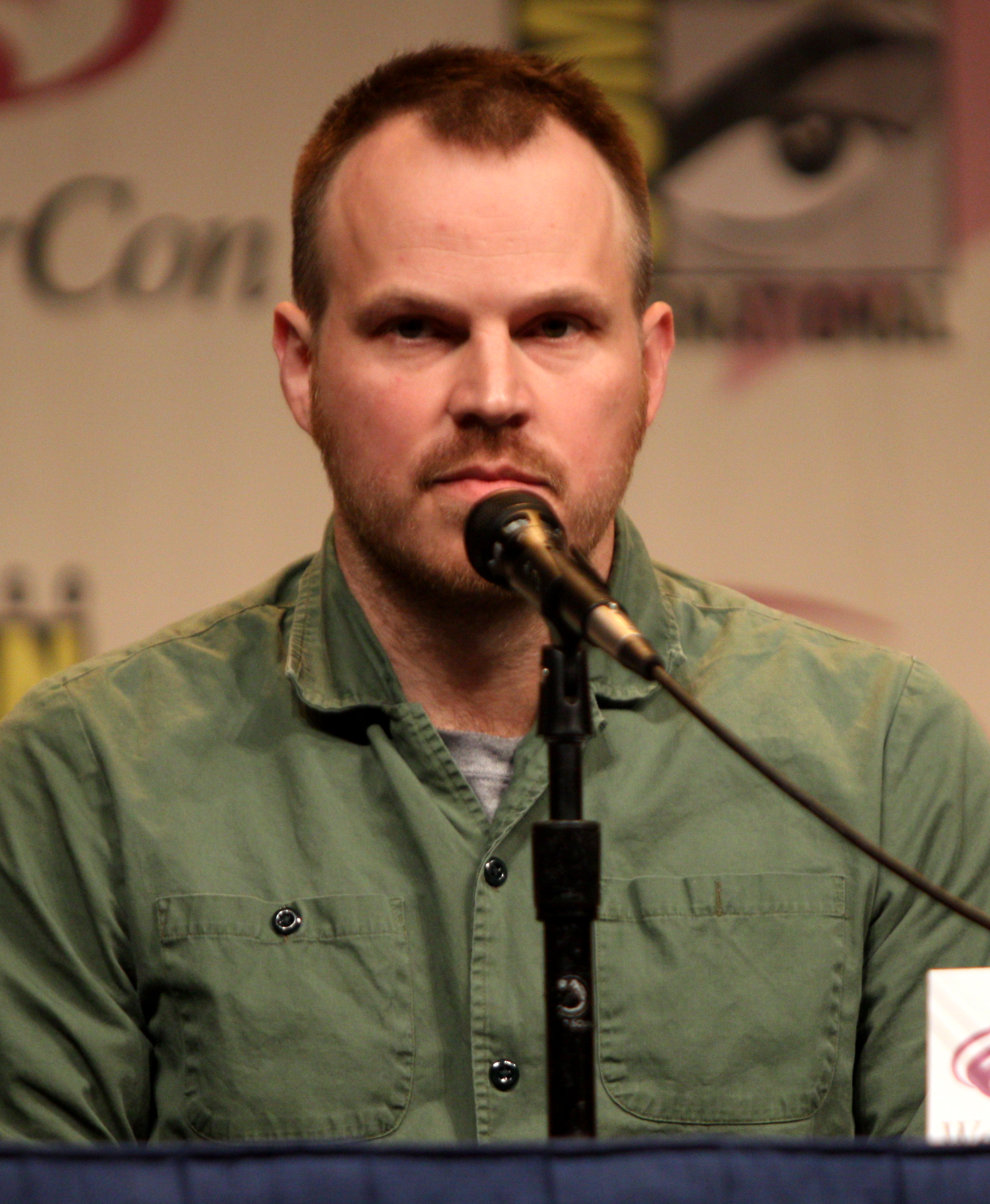
Marc Webb în 2012

Filmul său artistic de debut, 500 de zile cu Summer, cu Joseph Gordon-Levitt și Zooey Deschanel în rolurile principale, a fost lansat în iulie 2009 și a avut parte de recenzii pozitive din partea criticilor. În ianuarie 2010, Columbia Pictures l-a angajat pe Webb pentru a regiza Uimitorul Om-Păianjen , un restart al francizei Omul Păianjen, filmul a fost lansat în iulie 2012 cu Andrew Garfield și Emma Stone în rolurile principale. Webb a anunțat că nu va mai regiza niciun alt film din seria Uimitorul Om-Păianjen după a treia parte, dar și-a manifestat interesul expres în a servi în viitor pe post de consultant creativ al francizei.
Webb a semnat cu DNA în Hollywood, California și cu Academy Productions Ltd în Regatul Unit.

## Mielul lui Webb
Semnătura lui Webb este un miel alb, care a apărut în câteva dintre producțiile sale video. În videoclipul "Sic Transit Gloria... Glory Fades" al formației  Brand New, mielul apare pe ușă înainte ca Jesse Lacey să intre în bar. Apare, de asemenea, pe tricoul unei fete de la bar. În videoclipurile "Rough Landing, Holly" și  "Ocean Avenue" ale lui Yellowcard, mielul apare pe o servietă Ryan Key.

## Filmografie
| - 500 de zile cu Summer (2009) - Regizor - Uimitorul Om-Păianjen (2012) - Regizor - Uimitorul Om-Păianjen 2 (2014) - Regizor - Uimitorul Om-Păianjen 3 (2016) - Regizor | - "The Manager and the Salesman", The Office (2010) - "Pilot", Lone Star (2010) - Battleground (2012) - producător executiv |
| 1997 - Blues Traveler – "Canadian Rose" 1998 - Anastacia - "Not That Kind" 1999 - Earth to Andy – "Still After You" 2000 - Cold – "Just Got Wicked" - Santana feat. Musiq – "Nothing at All" - Anastacia – "Not That Kind" 2001 - On the Line All Stars feat. Lance Bass – "On the Line" - 3 Doors Down – "Duck and Run" - Good Charlotte – "Motivation Proclamation" - AFI – "The Days of the Phoenix" - Big Dumb Face – "Duke Lion" - Felix Brothers – "Right Here, Right Now" - Oleander – "Are You There?" - Green Day – "Waiting" - Good Charlotte – "Festival Song" - Live – "Simple Creed" - Professional Murder Music – "Slow" - Stereomud – "Pain" - Godhead – "Eleanor Rigby" - Live feat. Tricky – "Simple Creed" - Pressure 4-5 – "Beat the World" - Tru Vibe – "On the Line" 2002 - Unwritten Law – "Seein' Red" - Counting Crows – "American Girls" - Soil – "Unreal" - Puddle of Mudd – "She Hates Me" - Maroon 5 – "Harder to Breathe" - Hatebreed – "I Will Be Heard" - The Wallflowers – "When You’re on Top" - O-Town – "These Are the Days" - Hoobastank – "Remember Me" - Disturbed – "Remember" 2003 - Cold – "Stupid Girl" - P.O.D. – "Sleeping Awake" - AFI – "The Leaving Song Pt. II" - Santana & Alex Band – "Why Don't You & I" - 3 Doors Down – "Here Without You" - Memento – "Saviour" - Wakefield – "Say You Will" - MxPx – "Everything Sucks" - P.O.D. – "Will You" - Brand New – "Sic Transit Gloria... Glory Fades" 2004 - P.O.D. – "Change the World" - Gavin DeGraw – "I Don't Want to Be" - Smile Empty Soul – "Silhouettes" - Puddle of Mudd – "Heel over Head" - Midtown – "Give It Up" - Yellowcard – "Ocean Avenue" - My Chemical Romance – "I'm Not Okay (I Promise)" - Sparta – "Breaking the Broken" - Jesse McCartney – "Beautiful Soul" - Dirty Vegas – "Walk into the Sun" - Coheed and Cambria – "Blood Red Summer" - Switchfoot – "Dare You to Move" (version 2) - Hoobastank – "Disappear" | 2005 - Jimmy Eat World – "Work" - Daniel Powter – "Bad Day" - The Used – "All That I've Got" - My Chemical Romance – "Helena" - Snow Patrol – "Chocolate" - Low Millions – "Eleanor" - Trey Songz feat. Twista – "Gotta Make It" - Antigone Rising – "Don’t Look Back" - Hot Hot Heat – "Middle of Nowhere" - Incubus – "Make a Move" - Hilary Duff – "Wake Up" - My Chemical Romance – "The Ghost of You" - Ashlee Simpson – "Boyfriend" - Daniel Powter – "Free Loop (One Night Stand)" - Yellowcard – "Lights and Sounds" - Weezer – "Perfect Situation" 2006 - All American Rejects – "Move Along" - Matisyahu – "Youth" - Aly & AJ – "Rush" - Daniel Powter – "Lie to Me" - Yellowcard – "Rough Landing, Holly" - AFI – "Miss Murder" - Ashlee Simpson – "Invisible" - Fergie – "London Bridge" - Regina Spektor – "Fidelity" - Evanescence – "Call Me When You're Sober" - AFI – "Love Like Winter" - Pussycat Dolls feat. Timbaland – "Wait a Minute" - Barefoot – "Rain" - Teddy Geiger – "These Walls" (Version 2) 2007 - Good Charlotte – "The River" - Relient K – "Must Have Done Something Right" - P. Diddy – "Last Night" - My Chemical Romance – "I Don't Love You" - My Chemical Romance – "Teenagers" - My Chemical Romance - "Blood" - Evanescence – "Good Enough" (co-directed with Rich Lee) - Blaqk Audio – "Stiff Kittens" (co-directed with Rich Lee) - Regina Spektor – "Fidelity" - Fergie – "Clumsy" (co-directed with Rich Lee) - Miley Cyrus – "Start All Over" 2008 - Maroon 5 – "Goodnight, Goodnight" - Nelly feat. Fergie – "Party People" - All American Rejects – "Gives You Hell" 2009 - Green Day – "21 Guns" - She and Him – "Why Do You Let Me Stay Here?" (Version 2) - Green Day – "21st Century Breakdown" - Weezer – "(If You're Wondering If I Want You To) I Want You To 2010 - Green Day – "Last of the American Girls" 2017 - ZAYN ft. Sia - "Dusk Till Dawn" - MxPx – "Everything Sucks" - noiembrie 2003 - Brand New – "Sic Transit Gloria.... Glory Fades" - decembrie 2003 |

## Legături externe
- Marc Webb la Internet Movie Database
- Marc Webb pe Twitter
- Marc Webb Arhivat în 23 decembrie 2011, la Wayback Machine. at MVDbase.com
- Die Musik Video Datenbank Arhivat în 4 noiembrie 2005, la Wayback Machine. (German)